# Aixi Hu
Aixi Hu är en sjö i Kina. Den ligger i provinsen Jiangxi, i den sydöstra delen av landet, nära eller i provinshuvudstaden Nanchang. Aixi Hu ligger 14 meter över havet. Arean är 4,0 kvadratkilometer. Trakten runt Aixi Hu består till största delen av jordbruksmark. Den sträcker sig 5,0 kilometer i nord-sydlig riktning, och 2,3 kilometer i öst-västlig riktning.
Genomsnittlig årsnederbörd är 2 373 millimeter. Den regnigaste månaden är juni, med i genomsnitt 357 mm nederbörd, och den torraste är oktober, med 36 mm nederbörd.